# Францішек Каутни
Францішек Каутни (чеськ. František Kautny, пол. Franciszek Kautny; 11 вересня 1810, Тіштін — 28 липня 1885, Стара Весь) — церковний діяч, польський священник-єзуїт чеського походження, педагог, провінціал Галицької провінції єзуїтів у 1871—1877 роках.

## Життєпис
Народився 11 вересня 1810 року в м. Тіштин (Моравія). 1 вересня 1830 року вступив на новіціят до Товариства Ісуса в Граці. Вивчав філософію в Старій Весі (1833—1834) і Тернополі (1834—1835), а богослов'я в Новому Санчі (1839—1843). Висвячений на священника 24 вересня 1842 року у Львові.
Був професором Тернопільської єзуїтської гімназії (1835—1838), префектом шкіл у Новому Санчі (1842—1844), професором риторики і префектом бібліотеки у Старій Весі (1844—1847), професором філософії в Тернополі (1847—1848).
Під час розпорошення єзуїтів у Галичині душпастирював у Пеняках (1848—1850), потім був організатром і першим ректором Малої семінарії в Mariaschein у Тіролі. Повернувшись до Галичини, був ректором у Тернополі (1856—1861), професором риторики і префектом студій у Старій Весі (1861—1870), префектом студій і професором філософії в Тернополі (1870—1871), галицьким провінціалом (1871—1877), знову префектом студій у Тернополі (1877—1880), консультором провінції (1880—1882) і префектом студій у Старій Весі (1883—1885). Будучи провінціалом, відкрив у Кракові видавничий центр «Видавництво Апостольства молитви».
Автор твору «Propedeutyka filozoficzna» (Краків 1871) та підручника риторики «Summa institutionum ad eloąuentiam in libros tres disposita» (Алості 1876).
Помер 28 липня 1885 року в Старій Весі.